# جایی برای مردن پیدا کن
جایی برای مردن پیدا کن (انگلیسی: Find a Place to Die) با نام اصلی جو … جایی برای مردن پیدا کن! (ایتالیایی: Joe... cercati un posto per morire!) یک فیلم وسترن اسپاگتی به کارگردانی جولیانو کارنیمئو و هوگو فرگونسه است که در سال ۱۹۶۸ منتشر شد. این فیلم بازسازی باغ شیطان است.

## بازیگران
- جفری هانتر - دوبله حسین عرفانی
- پاسکال پتی - دوبله شهلا ناظریان
- پی‌یرو لولی - دوبله عباس همایونی
- رضا فاضلی - دوبله چنگیز جلیلوند
- دانیلا جیوردانو - دوبله منصوره کاتبی
- نلو پاتزافینی - دوبله صادق ماهرو